# KTKA

## Generalidades
Acronismo correspondiente al Kıbrıs Türk Alay (en español: Regimiento Turcochipriota). Los griegos lo denominaban TOURDYK
El KTKA es el regimiento de infantería turco (en realidad se trata de un batallón del RI 50) que se estableció en Chipre a partir de 1960 como fruto de los acuerdos de Londres que dieron origen a la independencia de la isla. Su contraparte griega era el ELDYK.
Su campo original se ubicaba en 35° 11.027'N -  33° 18.743'E, al Noreste del Aeropuerto de Nicosia. Con el inicio del conflicto intercomunal, el regimiento sale de las barracas y se ubica al norte de la ciudad capital en protección de los ciudadanos turcochipriotas. Lo hace en dos agrupamientos tal como más abajo se señala.
Luego de la Operación Atila, se mantiene desplegado en la isla.
1. Comandante año 1974: Cnl Mustafá Katircioglu
3. Efectivos en 1974: 750 hombres.
4. Organización de 1974:
Grupo Geunyeli: 2.ª y 3.er compañías y compañía armas pesadas.
Grupo Ortaköy: 1.ª y 4.ª compañías y comando de regimiento.

## Material Complementario
Arribo del Contingente Turco a Famagusta - año 1964
- Datos: Q17635852